# Бойчо Кулински
Бойчо Кулински (р. 1953) е български журналист.

## Биография
Кулински завършва Факултета по журналистика и масова комуникация към Софийски университет „Свети Климент Охридски“. Кариерата му преминава основно в Българското национално радио, като е бил и ръководител на отдел „Анализи и програмни стратегии“.
През 2007 г. Кулински е назначен от тогавашния президента Георги Първанов за член на Съвета за електронни медии на мястото на починалия Марко Семов. През 2010 г. президентът назначава Кулински за втори, вече пълен, мандат. Заради гласувана поправка в Закона за радиото и телевизията, с която съставът на СЕМ се редуцира до 5 члена – 3-ма от парламентарната квота и 2-ма от президентската, Кулински губи мястото си в регулатора.
Кулински почива на 27 ноември 2018 година.